# ヘルツェグ＝ボスナ・クロアチア人共和国

ヘルツェグ＝ボスナ・クロアチア人共和国
Hrvatska Republika Herceg-Bosna (セルビア語)

ヘルツェグ＝ボスナ・クロアチア人共和国の領土（赤色の地域）

ヘルツェグ＝ボスナ・クロアチア人共和国（ヘルツェグ＝ボスナ・クロアチアじんきょうわこく、クロアチア語: Hrvatska Republika Herceg-Bosna）は、1990年代の前半にボスニア・ヘルツェゴビナの中で分離を宣言し、事実上独立していた国家。ボスニア紛争における分離主義の動きの中で、国際的承認のないまま1991年から1996年まで存続した。モスタルを首都と定めたものの、そこは政治情勢が安定しなかったため、実際の政府はモスタルから西に19km離れていて政治的に安定していたグルデに置かれた。その後のワシントン合意によってボスニア・ヘルツェゴビナ連邦へと併合された。
ボスニア・ヘルツェゴビナ連邦の県のひとつである第十県はこの国と同じ「ヘルツェグ＝ボスナ県」を名乗っている。しかしながら、この名前は連邦憲法裁判所により憲法違反とされた（理由のひとつとして、第十県の領域はヘルツェゴヴィナ地方にはまったく及んでいないことが挙げられる）。それでもなおヘルツェグ＝ボスナの呼称はこの県をさして広く用いられている。
なお、本項では、ボスニア・ヘルツェゴビナにおいて「ムスリム人」が「ボシュニャク人」と言い換えられる前の歴史的な記述についても、断り無く「ボシュニャク人」の呼称を使用する。

## 歴史
クロアチアの与党であったクロアチア民主同盟（HDZ）は、ボスニア・ヘルツェゴビナに支部であるクロアチア民主同盟（HDZBiH）を組織して支配した。1991年末、HDZBiHの中では、より過激な分子がマテ・ボバン（Mate Boban）、ダリオ・コルディッチ（Dario Kordić）らの指導と、クロアチア大統領フラニョ・トゥジマンの支援の下、党を支配するようになった。
1991年11月18日、HDZBiHの過激分子は、マテ・ボバンやダリオ・コルディッチらの指導の下、ボスニア・ヘルツェゴビナの領内に「ヘルツェグ＝ボスナ・クロアチア人共同体」の存在を宣言し、これを政治的・文化的・経済的・領土的すべてにおいて独立した存在であるとした。マテ・ボバンやダリオ・コルディッチらは後に旧ユーゴスラビア国際戦犯法廷（ICTY）に戦争犯罪人として訴追されている人物である。クロアチア人の支配者によってボシュニャク人の民間人に対して行われた民族浄化と人道に対する罪、および戦争犯罪に関して、HDZは「ヘルツェグ＝ボスナ」域内の各自治体で大きな影響力を持った。
1991年11月にヘルツェグ＝ボスナが成立してから、特に1992年5月にヘルツェグ＝ボスナの指導者が地域の支配権を確立し、ヘルツェグ＝ボスナの領域とされた各地域における「クロアチア化」（民族浄化）を推進するようになってから、非クロアチア人（ボシュニャク人など）に対する直接的な差別と弾圧が激化した。クロアチア防衛評議会（HVO、en:Croatian Defence Councilen）はクロアチア人によって結成された軍事組織であり、領域内の自治体の政府とサービスを支配下に置き、ボシュニャク人の指導者を追放するか社会の隅へ追いやった。ヘルツェグ＝ボスナの当局とクロアチア人の武装勢力はメディアを支配し、クロアチア人意識を喧伝しプロパガンダを流布した。地域にはクロアチアの紋章や通貨が導入され、クロアチアの教育とクロアチア語が学校に導入された。多くのボシュニャク人やセルビア人は当局や経済活動から追放され、生活保護もセルビア人やボシュニャク人には不利なように配分された。ボシュニャク人一般に対する嫌がらせが増加した。多くの人々が強制収容所（ヘリドロム  Heliodrom、ドレテリ Dretelj、ガベラ Gabela、ヴォイノ Vojno、シュニェ Šunje など）へ送られた。
地元のHDZ指導者らはボスニア・ヘルツェゴビナを民族別に3分割するジュネーヴ和平交渉に呼ばれたものの、ボシュニャク人側が1993年8月28日にこれを拒絶した。これ以降、ヘルツェグ＝ボスナは自身をヘルツェグ＝ボスナ・クロアチア人共和国と称するようになった。ボスニア・ヘルツェゴビナや国際社会はヘルツェグ＝ボスナを国家として承認したことはない。ボスニア・ヘルツェゴビナの憲法裁判所は1992年9月14日にこれを違憲と判断し、1994年1月20日に再度違憲とした。
ヘルツェグ＝ボスナの指導者ヤドランコ・プルリッチ（Jadranko Prlić）、ブルノ・ストイッチ（Bruno Stojić）、スロボダン・プラリャク（Slobodan Praljak）、ミリヴォイ・ペトコヴィッチ（Milivoj Petković）、ヴァレンティン・チョリッチ（Valentin Ćorić）、ベリスラヴ・プシッチ（Berislav Pušić）は、人道に対する罪、ジュネーヴ条約に対する重大な違反、戦時法・慣習に対する違反によって旧ユーゴスラビア国際戦犯法廷に訴追された。
戦争と平和報道機関（Institute for War and Peace Reporting, IWRP）によると、フラニョ・トゥジマンとヘルツェグ＝ボスナ指導者の間の密談の記録から、ボスニア・ヘルツェゴビナを完全に解体し、セルビアとの間で同国を分割する意図があったことが分かる。

## その後の立場
ボスニア・ヘルツェゴビナ紛争終結後も、ヘルツェグ＝ボスナを同国の第3の構成体として復活させようとする動きがある。これは2005年にボスニア・ヘルツェゴビナの大統領評議会のイヴォ・ミロ・ヨヴィッチ（Ivo Miro Jović）の元で始まり、ヨヴィッチは「ボスニアのセルビア人を非難する意図はないが、彼らがセルビア人共和国（スルプスカ共和国）を持つことができるのなら、我々もクロアチア人共和国とボシュニャク人共和国を作るべきだ」と述べた。
その後、大統領評議会のクロアチア人代表となったジェリコ・コムシッチはこの考えを広めることはしていないものの、なお多くのクロアチア人の政治家の間には、ボスニア・ヘルツェゴビナ領内にクロアチア人国家を求める立場を主張している。
ボスニア・ヘルツェゴビナの主要なクロアチア人政党である「ボスニア・ヘルツェゴビナ・クロアチア人民主連合」（HDZBiH）の党首ドラガン・チョヴィッチ（Dragan Čović）は、次のように述べている。
全てのクロアチア人政党はやがて、ボスニア・ヘルツェゴビナを民族ごとの構成体に分断し、サラエヴォをそのいずれにも属さない地区とすることを提案することになるだろう。クロアチア人の政治家はみな、クロアチア人に対して他の民族と完全に対等の権利を保障するための憲法改正を目指さなければならない。すべての構成体は独自の立法府、行政府、司法機関を有することになる。
チョヴィッチはまた、次のようにも述べている。
現行の2構成体からなる体系では、ボスニア・ヘルツェゴビナ連邦（クロアチア人とボシュニャク人主体の構成体）の枠内でボシュニャク人によるクロアチア人の同化・基本権の剥奪から守ることができない。
スルプスカ共和国の首相ミロラド・ドディク（Milorad Dodik）はそのような運動を支持すると発言している。

## 勢力分布の変遷

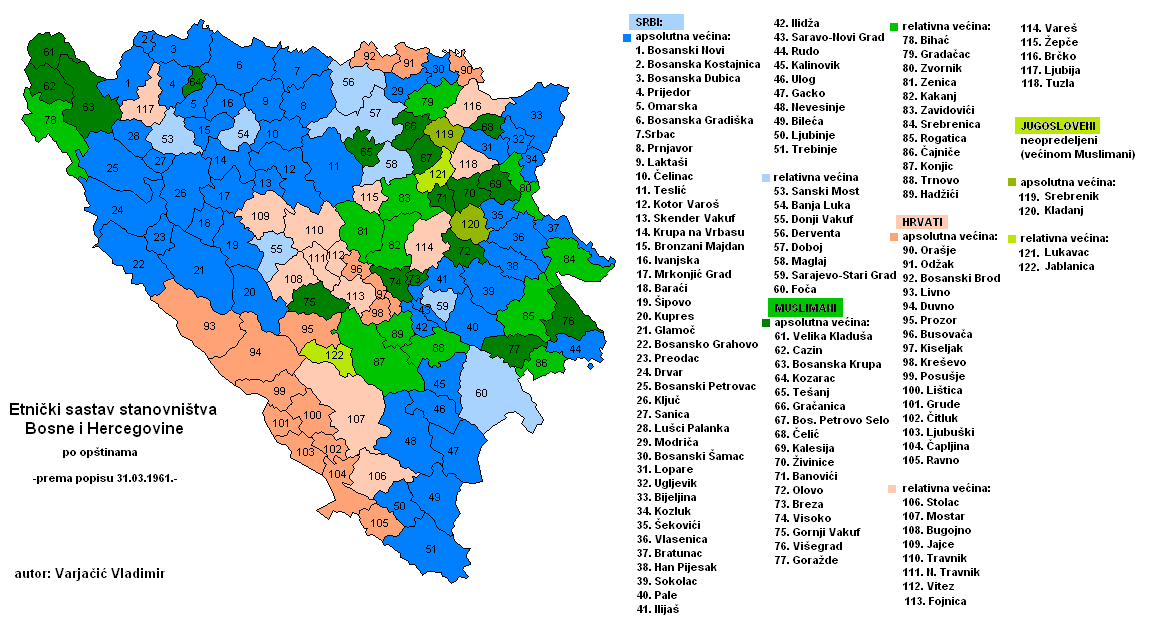
ボスニア・ヘルツェゴビナにおける、1961年時点での民族分布。南西部にクロアチア人の人口が多い
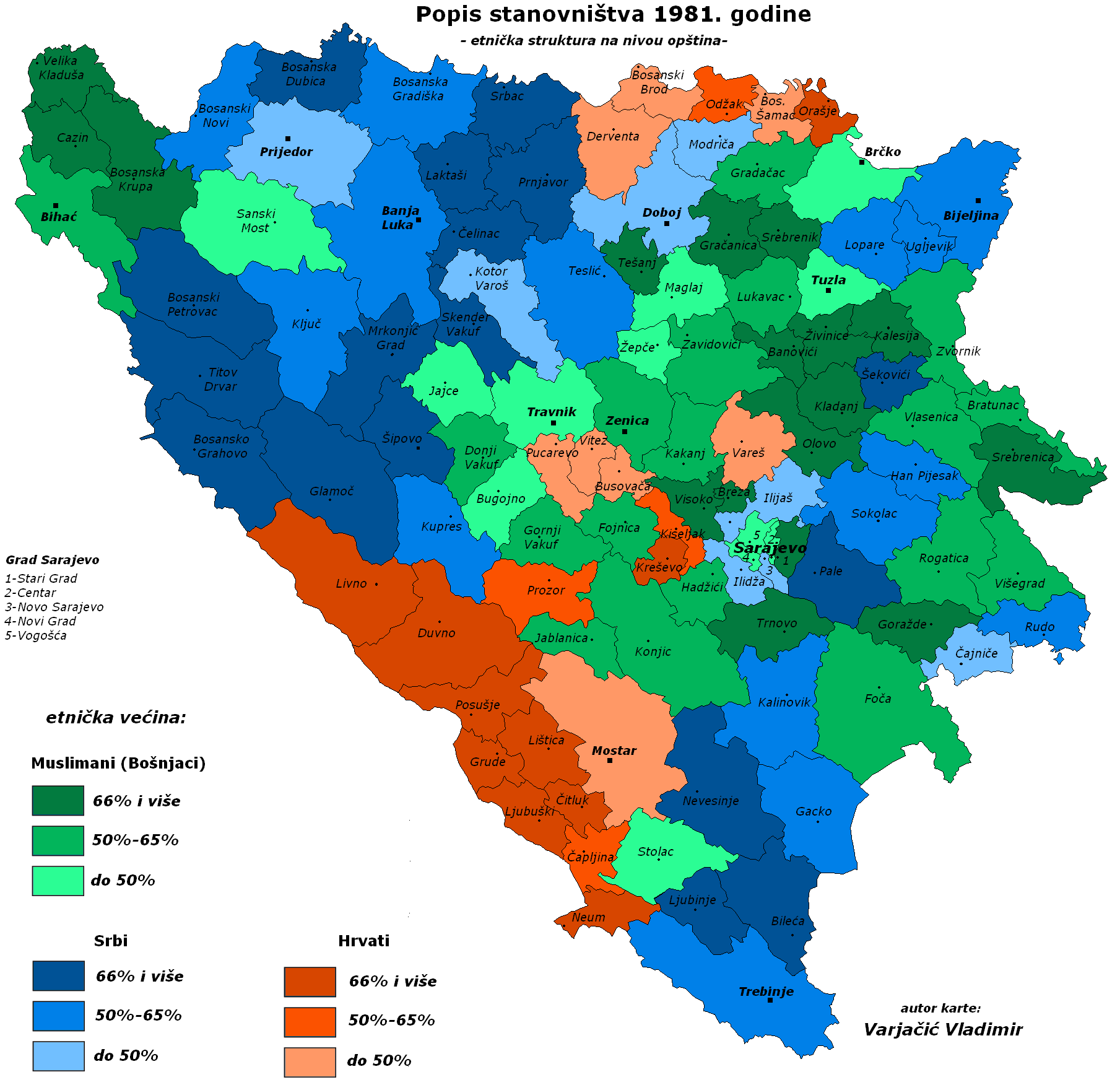
ボスニア・ヘルツェゴビナにおける、1981年時点での民族分布。南西部にクロアチア人の人口が多い
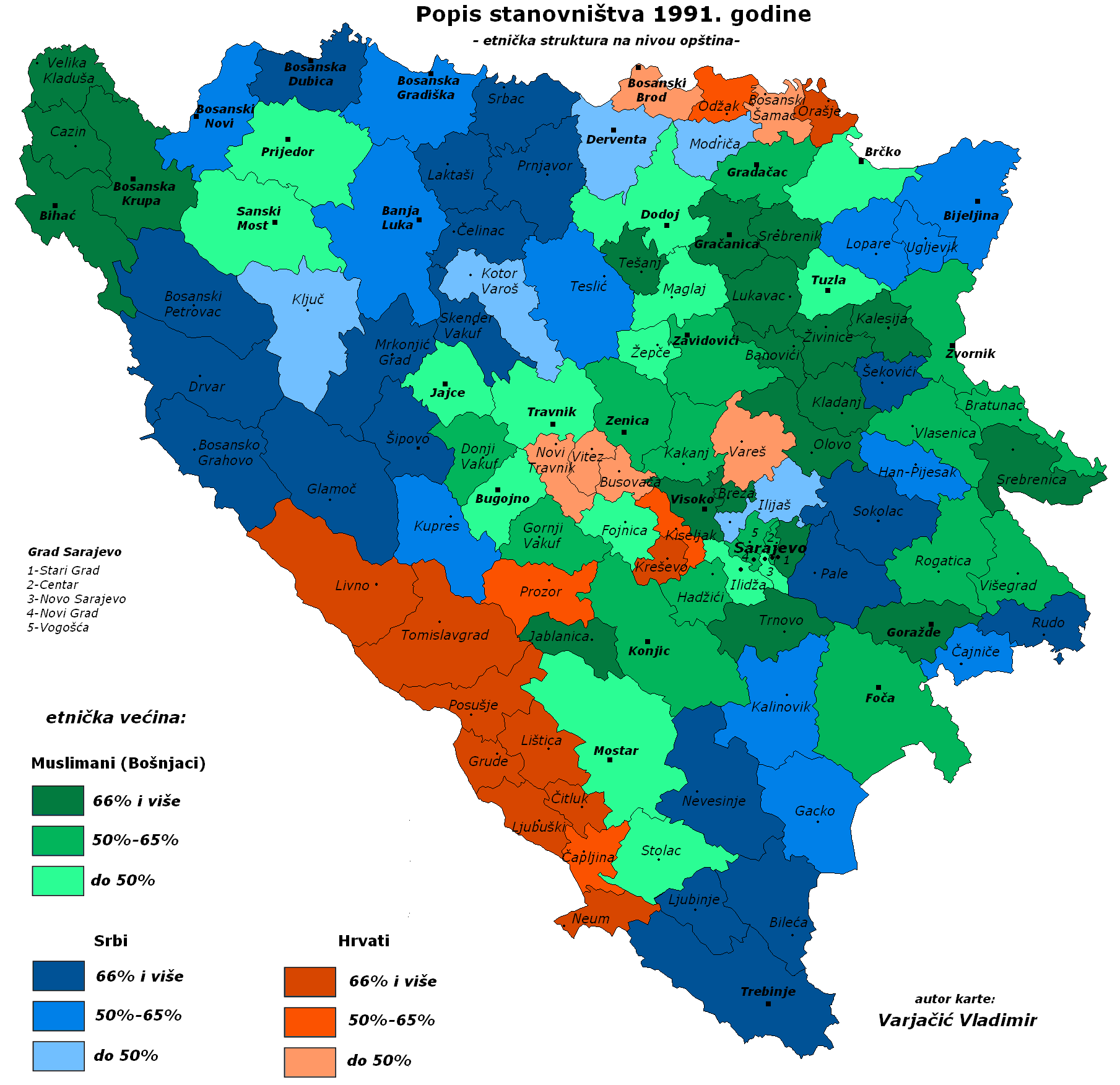
ボスニア・ヘルツェゴビナにおける、1991年時点での民族分布。南西部にクロアチア人の人口が多い